# Herman H. Goldstine

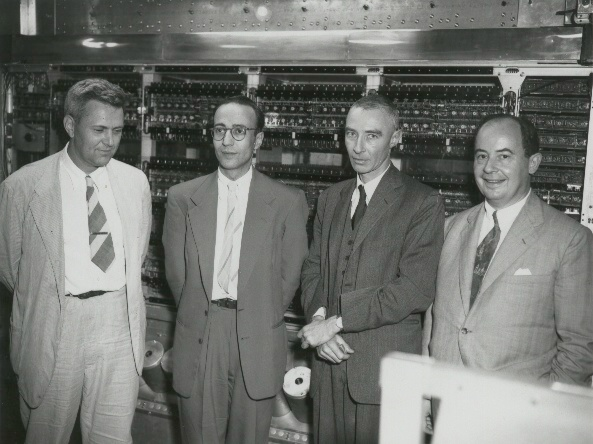
Von links: Julian Bigelow, Herman Goldstine, Robert Oppenheimer und John von Neumann

Herman Heine Goldstine (* 13. September 1913 in Chicago, Illinois; † 16. Juni 2004 in Bryn Mawr) war US-amerikanischer Mathematiker und Informatiker.
Der Sohn deutsch-jüdischer Einwanderer studierte an der University of Chicago Mathematik mit dem Bachelor-Abschluss 1933, dem Master-Abschluss 1934 und der Promotion (Conditions for minimum of a functional) 1936 bei Lawrence Murray Graves (1896–1973). Er unterrichtete kurz an der University of Michigan und ging dann im Zweiten Weltkrieg als Offizier in die Ballistik-Abteilung der US Army, wo er es bis zum Oberstleutnant brachte. Hier begann auch seine Beschäftigung mit elektronischen Rechenmaschinen.
Berühmt wurde Goldstine unter anderem durch die Einführung des Flussdiagramms für Computerprogramme. Von 1943 bis 1946 entwickelte er gemeinsam mit J. Presper Eckert und John W. Mauchly an der University of Pennsylvania den Electronical Numerical Integrator and Computer (ENIAC), eine der ersten vollelektronischen Rechenanlagen der Welt. Die Rechenleistung der Anlage lag bei 0,2 ms für eine Addition und bei 2,8 ms für eine einfache Multiplikation.
Nach dem Krieg arbeitete er gemeinsam mit John von Neumann am Institute for Advanced Study in Princeton, wo er ab 1946 ständiges Mitglied war und von Neumann in dessen Computer-Projekt assistierte. Sie entwickelten dort die EDVAC (1952), die bereits die Von-Neumann-Architektur realisierte. Danach ging er zu IBM, wo er Manager war und ab 1958 die mathematische Forschung leitete. 1965 wurde er Direktor der Forschung für Datenverarbeitung. Ab 1969 arbeitete er als wissenschaftlicher Berater bei IBM und war IBM Fellow.
Goldstine arbeitete vor allem auf dem Gebiet der numerischen Mathematik und schrieb auch eine Geschichte dieses Fachs. Der mathematische Satz von Goldstine ist mit seinem Namen verbunden. Die American Philosophical Society zeichnete ihn 1997 mit ihrer Benjamin Franklin Medal aus. Er war außerdem Mitglied der American Philosophical Society (1979), der American Academy of Arts and Sciences (1983) und der National Academy of Sciences (1974).
Von 1941 bis 1964 war er mit Adele Katz verheiratet, einer ehemaligen ENIAC-Programmiererin. In zweiter Ehe war er mit Ellen Watson Goldstine verheiratet. Aus erster Ehe hatte er einen Sohn und eine Tochter.

## Schriften
- A History of Numerical Analysis from the 16th through the 19th Century, Studies in the History of Mathematics and Physical Sciences, Bd. 2, Springer Verlag, 1977
- The computer from Pascal to von Neumann, Princeton University Press 1980
- Brief History of the Computer, in AMS History of Mathematics, Bd. 1, 1988 (online)